# Yangshupu Road
Yangshupu Road (杨树浦路; Pinyin: Yángshùpǔ Lù) is een station van de metro van Shanghai in het district Yangpu. Het station wordt bediend door lijn 4. 
Het ondergronds station ligt aan de kruising van Dalian Road en Yangshupu Road in het zuiden van Yangpu aan de noordelijke oever van Huangpu Jiang. Het station is vanaf straatniveau bereikbaar via vier verschillende ingangen. Het station heeft een eilandperron tussen de twee sporen van de lijn.
Het metrostation van Yangshupu Road werd op 31 december 2005 ingehuldigd.
← Yishan Road · Shanghai Indoor Stadium · Shanghai Stadium · Dong'an Road · Damuqiao Road · Luban Road · South Xizang Road · Nanpu Bridge · Tangqiao · Lancun Road · Pudian Road · Century Avenue · Pudong Avenue · Yangshupu Road · Dalian Road · Linping Road · Hailun Road · Baoshan Road · Station Shanghai · Zhongtan Road · Zhenping Road · Caoyang Road · Jinshajiang Road · Zhongshan Park · West Yan'an Road · Hongqiao Road → 

Lijnen van de metro van Shanghai: 1 · 2 · 3 · 4 · 5 · 6 · 7 · 8 · 9 · 10 · 11 · 12 · 13 · 14 · 15 · 16 · 17 · 18 · Pujiang Line